# Коровка-Вольский, Григорий Карпович
Григорий Карпович Коровка-Вольский (Коровченко) (укр. Григорій Коровка; ? — после 1705) — чигиринский, стародубский и киевский полковник Войска Запорожского.

## Биография
О происхождении Коровки-Вольского ничего неизвестно.
В 1672 году был батуринским сотником.
В 1677 году гетман Самойлович назначил Коровку чигиринским полковником, причём назначал его даже наказным гетманом.
В 1677 году Коровка-Вольский выдержал 4-недельную осаду и два приступа в Чигирине с одним казацким полком и тремя городовыми сотнями Лубенского и Гадячского полков, против многочисленной турецкой армии, приведенной Юрием Хмельницким, прекратившим осаду только с появлением войск Самойловича и Ромодановского. По удалении неприятелей Самойлович, укрепив несколько полуразрушенный Чигирин, ввел в него 15000 казаков и поручил команду над ними Коровке и воеводе И. И. Ржевскому, а прежних тамошних старшин, к которым не имел доверия, удалил.
Коровка вернулся в Батурин. Получить прежний свой уряд бунчучного он не мог, так как этот уряд был уже занят Константином Голубом, братом жены гетмана. Но в то же время Самойлович понимал, что Коровку после его чигиринской службы без уряда оставить нельзя, почему и поставил его стародубским полковником, на место убитого Мовчана. В октябре 1678 года Коровка был уже в Стародубе, куда приехал с двумя сыновьями и дочерью. Старшего сына, Игнатия, он устроил здесь полковым есаулом, причём нашёл возможность дать ему «за службы» и маетность, с. Кривец. Младший сын, Федор, в службу по молодости ещё не годился. Сам Григорий Коровка забрал в своё «ранговое» владение несколько сел, не спрашивая разрешения гетмана, как это ещё можно было делать при Самойловиче.
При гетмане Мазепе Коровка счастливо боролся со своим Киевским полком против Петрика (1692—1693) и в 1705 году участвовал в переговорах на реке Буг русских уполномоченных с турецкими комиссарами.
Храмоздатель Киево-Подольской Рождество-Предтеченской церкви в 1692 г.

## Семья
- Брат — Яков Карпович Коровка-Вольский — в 1653 году был наказным полковником Стародубского полка.
- Дети — Игнат (в 1690 году был полковым есаулом Стародубского полка), Фёдор, дочь.